# Transfekcija
Transfekcija je proces vstavljanja nukleinskih kislin v celice s pomočjo brezvirusnih metod. Pojem »transformacija« se uporablja za opis brezvirusnega DNK prenosa v bakterijo in v neživalske evkariontske celice; »transdukcija« pa se pogosto uporablja za opis prenosa DNK s pomočjo virusov. 
Pri transfekciji živalskih celic se v celični membrani odprejo pore za transport, preko katerih celica sprejme material. S pomočjo transfekcije se lahko prenese genetski material (npr. dodatno zvita plazmidna DNK ali siRNK) ali celo proteini, kot so protitelesa. Transfekcija se lahko izvede z uporabo kalcijevega fosfata, elektroporacije in liposomov, ki nastanejo z mešanjem kationskihlipidov z genetskim materialom ali proteini. Ta se potem zlije s celično membrano in odloži material v notranjost celice. Transfekcija lahko vodi do nepričakovanih morfologij in nepravilnosti v tarčni celici.  

## Terminologija
Pomen pojma se je razvijal in dopolnjeval skozi čas.  Prvoten pomen transfekcije je bil »infekcija s pomočjo transformacije«, tj. vnos DNK (ali RNK) z bakterijskimi virusi ali bakteriofagi v celice, kar povzroči infekcijo. Ker ima pojem transformacija drugačen pomen v živalski celični biologiji (genetska sprememba, ki omogoča dolgoročno propagacijo celične kulture ali pridobitev lastnosti rakavih celic), se za živalske celice uporablja pojem transfekcija, ki predstavlja spremembo celičnega materiala z vnosom DNK. 

## Metode
Obstajajo različne metode za vnos tuje DNK v evkariontske celice. Za nosilce pri transfekciji se uporabljajo različn materiali, ki jih lahko razdelimo v tri vrste: (kationski) polimeri, liposomi in nanodelci. 
Ena izmed najcenejših metod transfekcije je transfekcija s kalcijevim fosfatom, ki sta jo odkrila F. L. Graham in A. J. van der Eb leta 1973 (glej tudi ). HEPES-puferna solna raztopina (HeBS), ki vsebuje fosfatne ione, je zmešana z raztopino kalcijevega klorida, v kateri se nahaja DNK za transfekcijo. Z združitvijo pozitivno nabitih kalcijevih in negativno nabitih fosfatnih ionov se tvori precipitat, na površino katerega se veže DNK za transfekcijo. Suspenzija precipitata se potem doda celicam, ki so po navadi vzgojene v enosloju v celični kulturi. Skozi proces, ki še ni čisto razjasnjen, nato te celice sprejmejo nekaj tega precipitata in s tem tudi nekaj DNK.  
Ostale metode za vezavo DNK in vnos v celico uporabljajo močno razvejane organske komponente t. i. dendrimere. Zelo učinkovita metoda je vključitev DNK za transfekcijo v liposome, ki so majhna telesa omejena z membrano. Podobna so strukturi celice in se zato lahko zlijejo s celično membrano in tako prenesejo DNK v celico. Ker so evkariontske celice bolj občutljive, se za njih po navadi uporablja lipidno-kationska transfekcija. 
Še ena metoda uporablja kationske polimere, kot sta DEAE-dekstran in polietilenimin. Negativno nabita DNK se veže na polikation in kompleks se prenese v celico preko endocitoze. 
Direkten pristop k transfekciji je uporaba genske pištole, kjer se DNK veže na nanodelce trdnega nerektivnega telesa (navadno zlato), ki se nato izstreli direktno v jedro tarčne celice. DNK lahko pride v celico preko virusov. Takšna tehnika se imenuje virusna transdukcija, za celice pa rečemo, da so bile transducirane. 
Transfekcija z magnetom je transfekcijska metoda, ki izkorišča magnetno silo za dostavo DNK v tarčne celice. Nukleinske kisline se najprej povežejo z magnetnimi nanodelci. Nato magnetna sila požene komplekse nukleinskih kislin in magnetnih nanodelcev v tarčno celico, kjer se DNK sprosti.
Optična transfekcija je metoda, kjer se v celično membrano z natančnim laserjem naredi začasna luknjica (~1 µm premer). To tehniko so prvič opisali Tsukakoshi in sod. leta 1984. Za stabilno transfekcijo normalnih podganjih ledvičnih celic je uporabil potrojeno frekvenco Nd:YAG laserja.. Pri tej tehniki se naenkrat transficira le ena celica, kar je zelo uporabno za analize posameznih celic. 
Ostale metode transfekcije vključujejo nukleofekcijo, elektroporacijo, sonoporacijo, toplotni šok in magnetofekcijo. Uporabljajo pa se tudi transfekcijski reagenti, kot so Lipofectamine, PromoFectin, Dojindo, GenePORTER, Hilymax, Fugene, jetPEI, Effectene ali DreamFect.

## Stabilna in prehodna transfekcija
Za večino aplikacij transfekcije je dovolj, če se transficiran genetski material le začasno izrazi. Ker DNK, ki se vgradi v celico skozi proces transfekcije, po navadi ni integrirana v jedrni genom se bo oslabila skozi mitozo ali pa bo uničena.
Če hočemo, da transficiran gen ostane v genomu celice in njenih hčerinskih celicah, mora priti do stabilne transfekcije. Da to dosežemo, kotransficiramo markerski gen, ki da celici selekcijske prednosti, kot je npr. odpornost na nekatere toksine. Nekatere (zelo malo) transficirane celice bodo po naključju integrirale tuj genetski material v svoj genom. Če se potem v celično kulturo doda toksin, bodo proliferacije zmožne le tiste celice, ki bodo imele v svoj genom vgrajen markerski gen. Ostale celice ne bodo preživele. Po dodatku tega selekcijskega pritiska, po določenem času preživijo samo tiste celice s stabilno transfekcijo. Te potem lahko gojimo naprej. 
Medij za detekcijo stabilne transfekcije je geneticin (poznan tudi kot G418), ki je toksin in ga lahko nevtraliziramo s produktom gena z rezistenco na neomicin.